# Listă de filme cu Batman

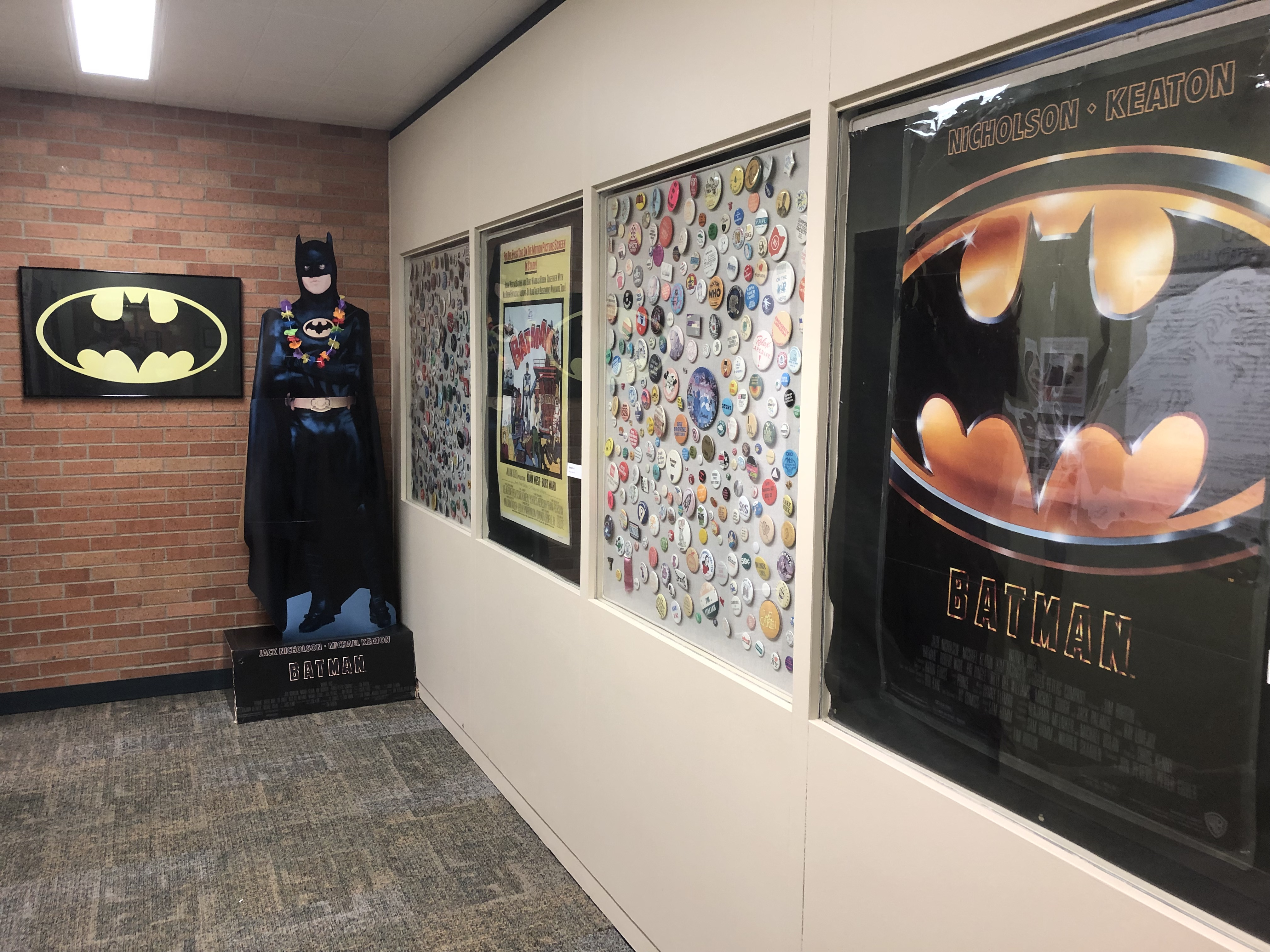
Posterul filmului Batman (dreapta) la BGSU Pop Culture Library

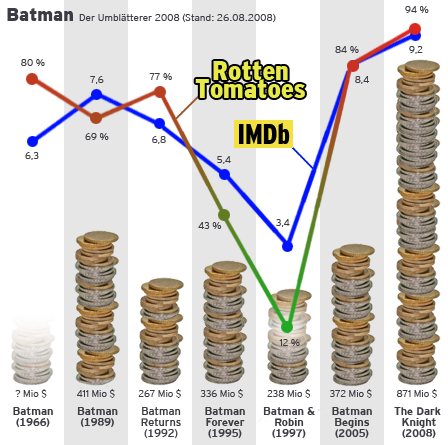
Statistica profitului unor filme cu Batman

Aceasta este o listă de filme artistice și de animație precum și de seriale TV cu personajul Batman bazat pe produsele media DC Comics.

## Filme artistice
- 1943: Batman, film serial în 15 părți/capitole, în rolurile principale: Lewis Wilson ca Batman și Douglas Croft ca Robin.
- 1949: Batman și Robin, film serial în 15 părți, în rolurile principale: Robert Lowery ca Batman și Johnny Duncan ca Robin.
- 1966: Batman, film artistic bazat pe serialul contemporan de televiziune Batman; în rolurile principale: Adam West ca Batman, Burt Ward ca Robin, Cesar Romero ca Jokerul, Burgess Meredith ca Pinguinul, Frank Gorshin ca Riddler și Lee Meriweather ca Femeia-pisică.
- 1989: Batman, regizat de Tim Burton; în rolurile principale: Michael Keaton ca Batman, Jack Nicholson ca Jokerul și Kim Basinger ca Vicki Vale.
- 1992: Batman Returns, regizat de Tim Burton; în rolurile principale: Michael Keaton ca Batman, Michelle Pfeiffer ca Femeia-pisică, Danny DeVito ca Pinguinul și Christopher Walken ca Max Shreck.
- 1993: Batman: Mask of the Phantasm, film de animație derivat din serialul Batman: The Animated Series; în rolurile principale: Kevin Conroy ca Batman, Mark Hamill ca Jokerul și Dana Delany ca Andrea Beaumont/The Phantasm.
- 1995: Batman Forever, regizat de Joel Schumacher; în rolurile principale: Val Kilmer ca Batman, Chris O'Donnell ca Robin, Nicole Kidman ca Chase Meridian, Tommy Lee Jones ca Two-Face și Jim Carrey ca Riddler.
- 1997: Batman & Robin, regizat de Joel Schumacher; în rolurile principale: George Clooney ca Batman, Chris O'Donnell ca Robin, Alicia Silverstone ca Batgirl, Arnold Schwarzenegger ca Mr. Freeze, Uma Thurman ca Poison Ivy și Robert Swenson ca Bane.
- 2005: Batman Begins, regizat de Christopher Nolan; în rolurile principale: Christian Bale ca Batman, Michael Caine ca Alfred Pennyworth, Gary Oldman ca James Gordon, Katie Holmes ca Rachel Dawes, Liam Neeson ca Henri Ducard/Ra's al Ghul, Cillian Murphy ca Sperietoarea și Morgan Freeman ca Lucius Fox.
- 2008: The Dark Knight, regizat de Christopher Nolan; în rolurile principale: Christian Bale ca Batman, Michael Caine ca Alfred Pennyworth, Gary Oldman ca James Gordon, Maggie Gyllenhaal ca Rachel Dawes, Aaron Eckhart ca Harvey Dent/Two-Face, Heath Ledger ca Joker și Morgan Freeman ca Lucius Fox.
- 2012: The Dark Knight Rises, regizat de Christopher Nolan; în rolurile principale: Christian Bale ca Batman, Michael Caine ca Alfred Pennyworth, Gary Oldman ca James Gordon, Anne Hathaway ca Selina Kyle, Tom Hardy ca Bane, Josh Pence ca Ra's al Ghul și Morgan Freeman ca Lucius Fox.
- DC Extended Universe
  - Batman v Superman: Dawn of Justice (2016)
  - Suicide Squad (2016)
  - The Justice League Part One (2017)
  - Justice League Part Two (2019)

## Direct-pe-video
- 1998: Batman & Mr. Freeze: SubZero, parte a Batman: The Animated Series cu Kevin Conroy ca vocea lui Batman.
- 2000: Batman Beyond: Return of the Joker, parte a Batman Beyond cu Kevin Conroy ca vocea lui Bruce Wayne/Batman și Will Friedle ca vocea noului Batman.
- 2003: Batman: Mystery of the Batwoman, parte a The New Batman Adventures cu Kevin Conroy ca vocea lui Batman.
- 2005: The Batman vs. Dracula, parte a The Batman cu Rino Romano ca vocea lui Batman.
- 2008: Justice League: The New Frontier, bazat pe benzi desenate, cu Jeremy Sisto voicing Batman.
- 2008: Batman: Gotham Knight, derivat din filmele cu Batman de Christopher Nolan, cu Kevin Conroy ca vocea lui Batman.
- 2009: Superman/Batman: Public Enemies, bazat pe benzi desenate cu Kevin Conroy ca vocea lui Batman.
- 2010: Justice League: Crisis on Two Earths, adaptare liberă după diferite produse media JL, cu William Baldwin ca vocea lui Batman.
- 2010: Batman: Under the Red Hood, bazat pe benzi desenate, cu Bruce Greenwood ca vocea lui Batman.
- 2010: Superman/Batman: Apocalypse, bazat pe benzi desenate și continuare a Public Enemies, cu Kevin Conroy ca vocea lui Batman.
- 2010: DC Super Friends, bazat pe jucăriile Fisher-Price, cu Daran Norris ca vocea lui Batman.
- 2011: Batman: Year One, bazat pe benzi desenate, cu Benjamin McKenzie ca vocea lui Batman.
- 2012: Justice League: Doom, adaptare liberă după diferite produse media JL, cu Kevin Conroy ca vocea lui Batman.
- 2013: Justice League: Flash Paradox

- 2014: Justice League: War
- 2014: Batman: Assault on Arkham

## Televiziune

### Seriale TV
- 1966 - 1968: Batman în rolurile principale: Adam West și Burt Ward ca Batman și Robin.
- 1972: "Equal pay" Public Service Announcement cu Dick Gautier ca Batman, Burt Ward ca Robin și Yvonne Craig ca Batgirl.
- 1979: Legends of the Superheroes de Hanna Barbera, cu Adam West și Burt Ward ca Batman și Robin.
- 2001: "OnStar" reclamă comercială, Bruce Thomas ca Batman și Michael Gough ca Alfred, același stil vizual ca al seriei de filme din 1989-1997.
- 2002: Birds of Prey, serial TV în care apare Batman în primul episod, Bruce Thomas ca Batman.

#### Bruce Wayne
În 1999, Tim McCanlies a scris un scenariu pentru o plănuită serie nouă care s-ar fi numit Bruce Wayne. Având loc în perioada sa de adolescență, serialul ar fi acoperit câteva capitole din tinerețea sa, antrenamentele sale și transformarea sa în Batman. Alte personaje care apar: Alfred, Sergentul Jim Gordon, studentul Harvey Dent și Selina Kyle, o tânără seducătoare. Planificat să aibă cinci-șase sezoane, serialul ar fi prezentat cum Bruce a devenit maestru în arte martiale, în diferite dispozitive și cum și-a dezvoltat abilitățile sale de detectiv pe care le-a folosit în războiul său împotriva criminalității. Serialul s-ar fi concentrat și pe subiecte cum ar fi corupția din consiliul de conducere al Wayne Enterprises (o temă care apare în filmul Batman Begins într-o oarecare măsură) sau legăturile poliției cu mafia. Bruce Wayne a fost aproape de procesul de pre-producție când diviziunea de filme a Warner Bros. ar fi intrat în conflict cu un alt film planificat (Year One) și a abandonat proiectul. Ceea ce a rezultat din acest proiect a fost filmul Batman Begins.

### Animații
- 1968 - 1969: The Batman/Superman Hour produs de Filmation; cu Batman în părțile Batman și Robin Băiatul Minune care au fost redenumite ulterior ca The Adventures of Batman și Batman și Robin Băiatul Minune. În aceste animații, vocea lui Batman este interpretată de Olan Soule.
- 1972: The New Scooby-Doo Movies produs de Hanna-Barbera; Batman și Robin apare în episoadele "The Dynamic Scooby-Doo Affair" (9/16/72) și "The Caped Crusader Caper" (12/16/72), în care Olan Soule are primul său rol ca Caped Crusader.
- 1973 - 1986: Diferite serii Super Friends serii produse de Hanna-Barbera; Olan Soule apare din nou în rolul lui Batman în toate mai puțin ultimele două serii Super Friends, unde este înlocuit de Adam West
  - 1973 - 1974: Super Friends
  - 1977 - 1978: The All-New Super Friends Hour
  - 1978 - 1979: Challenge of the SuperFriends
  - 1979 - 1980: The World's Greatest Super Friends
  - 1980 - 1983: Super Friends
  - 1984 - 1985: Super Friends: The Legendary Super Powers Show
  - 1985 - 1986: The Super Powers Team: Galactic Guardians
- 1977 - 1978: The New Adventures of Batman produs de Filmation; în timp ce Hanna-Barbera a produs Super Friends a fost transmis de canalul ABC, Adam West și Burt Ward (Robin) au interpretat pentru această serie de animație CBS vocile rolurilor lor din precedentele filme artistice; mai târziu serialul a fost retransmis ca parte a The Batman/Tarzan Adventure Hour
- 1992 - 2006: Universul Animat DC produs de Warner Bros. Animation. Vocea lui Batman este interpretată de Kevin Conroy în toate aparițiile
  - 1992 - 1995: Batman: The Animated Series; prima serie a Universului Animat DC
  - 1997 - 1999: Superman: The Animated Series; Batman apare în primele cinci episoade
  - 1997 - 1999: The New Batman Adventures; o continuare a Batman: The Animated Series.
  - 1999 - 2001: Batman Beyond; un Bruce Wayne bătrân dă mai departe mantaua sa de Batman noului Batman - Terry McGinnis (voce de Will Friedle).
  - 2001: The Zeta Project; un Batman din viitor apare în primul episod.
  - 2001 - 2004: Justice League; Batman devine unul dintre membrii fondatori ai Ligii
  - 2002 - 2004: Static Shock; Batman apare în multe episoade
  - 2004 - 2006: Justice League Unlimited; o continuare a Justice League.
- 1997: Batman apare în Animaniacs - episodul "Boo Wonder". Adam West reinterpretează rolul său ca Caped Crusader.
- 2004: Teen Titans; Batman apare doar ca siluetă în episodul "Haunted", într-o secvență de flashback. Vocea sa nu este interpretată de nimeni. De asemenea apar și alte referiri la Batman în altă parte din serie.
- 2004 - 2008: The Batman; în această serie, Bruce Wayne este o tânăr luptător împotriva infractorilor cu trei ani înainte ca să devină Batman. El este interpretat de Rino Romano.
- 2005 - 2006: În Krypto the Superdog, Batman nu apare personal, dar apare câinele său Ace the Bat-Hound, deși Ace preferă să se refere la el însuși ca "Partenerul lui Batman," mai degrabă decât ca animalul său de companie.
- 2008–2011: Batman: The Brave și the Bold; se bazează în parte pe seria de benzi desenate cu același nume, în această serie echipa lui Batman (voce de Diedrich Bader) este formată din alți eroi DC Comics.
- 2010–prezent: Young Justice; tseria de desene animate Young Justice prezintă membrii echipei Justice League, Batman voce de Bruce Greenwood - care a interpretat același rol din filmul de animație Batman: Under the Red Hood.[1]
- 2013: Beware the Batman o serie de animații CGI[2] în care echipa formată din Batman, Katana, Alfred Pennyworth luptă împotriva unor infractori din orașul Gotham ca Profesorul Pyg sau Circus[3][4]